# Duinmostrechterzwam
De duinmostrechterzwam (Clitocybe barbularum) is een schimmel in de orde Agaricales. Hij komt voor in het open duin tussen de mossen (grijze duinen).

## Kenmerken
Hoed
De hoed heeft een diameter van 10 tot 35 mm. Het is eerst gewelfd en wordt later vlakker. De hoed is hygrofaan en verbleekt bij uitdroging.
Lamellen
De lamellen staan matig dicht bijeen.
Steel
De steel is 14 tot 24 mm lang en 2 tot 3 mm dik. De kleur is donkergrijsbruin tot donkerbruin.
Geur en smaak
De geur en smaak is melig.
Sporen
De sporen meten 5,0 tot 7,0 (7,5) × 3,0 tot 4,0 (-4,5) µm en hebben Q-getal (verhouding lengte/breedte) van 1,5 tot 1,8. Ze hebben een stompe spitse basis.

## Verspreiding
De duinmostrechterzwam komt in Nederland matig algemeen voor.